# Hammarbyhöjden
Hammarbyhöjden – dzielnica (stadsdel) Sztokholmu, położona w jego południowej części (Söderort) i wchodząca w skład stadsdelsområde Skarpnäck. Graniczy z dzielnicami Södra Hammarbyhamnen, Björkhagen, Kärrtorp, Gamla Enskede i Johanneshov.
Według danych opublikowanych przez gminę Sztokholm, 31 grudnia 2020 r. Hammarbyhöjden liczyło 8953 mieszkańców. Powierzchnia dzielnicy wynosi 1,03 km².
Hammarbyhöjden jest jedną ze stacji na zielonej linii (T17) sztokholmskiego metra.